# Stadtbahnstrecke Düsseldorf–Neuss
| U-Bahn-Strecke (im Tunnel)                           |  | weiter Richtung Düsseldorf-Eller                         | weiter Richtung Düsseldorf-Eller                         |
| U-Bahn-Strecke (im Tunnel)                           |  | (siehe Stammstrecke 2 (Stadtbahn Düsseldorf))            | (siehe Stammstrecke 2 (Stadtbahn Düsseldorf))            |
| U-Bahn-Abzweig geradeaus und von links (im Tunnel)   |  | Abzweig Stammstrecke 1 Richtung Oberbilk                 | Abzweig Stammstrecke 1 Richtung Oberbilk                 |
| U-Bahn-Bahnhof mit S-Bahn-Halt (im Tunnel)           |  | Düsseldorf Hauptbahnhof (Dhb) S 1 S 6 S 11 S 28 S 68     | Düsseldorf Hauptbahnhof (Dhb) S 1 S 6 S 11 S 28 S 68     |
| U-Bahn-Bahnhof (im Tunnel)                           |  | Oststraße (Oss) 707                                      | Oststraße (Oss) 707                                      |
| U-Bahn-Bahnhof (im Tunnel)                           |  | Steinstraße/Königsallee (Sts) 701 705 706                | Steinstraße/Königsallee (Sts) 701 705 706                |
| U-Bahn-Turmbahnhof mit Tunnelstrecke (im Tunnel)     |  | Heinrich-Heine-Allee (Hho) U 71 U 72 U 73 U 83           | Heinrich-Heine-Allee (Hho) U 71 U 72 U 73 U 83           |
| U-Bahn-Abzweig geradeaus und nach rechts (im Tunnel) |  | Abzweig Stammstrecke 1 Richtung Duisburg/Stockum         | Abzweig Stammstrecke 1 Richtung Duisburg/Stockum         |
| U-Bahn-Tunnelende                                    |  | Hofgartenrampe                                           | Hofgartenrampe                                           |
| U-Bahn-Bahnhof                                       |  | Tonhalle/Ehrenhof (Ton)                                  | Tonhalle/Ehrenhof (Ton)                                  |
| U-Bahn-Brücke über Wasserlauf                        |  | Rheinquerung Oberkasseler Brücke                         | Rheinquerung Oberkasseler Brücke                         |
| U-Bahn-Haltepunkt / Haltestelle                      |  | Luegplatz (Lup)                                          | Luegplatz (Lup)                                          |
| U-Bahn-Haltepunkt / Haltestelle                      |  | Barbarossaplatz (Bap)                                    | Barbarossaplatz (Bap)                                    |
| U-Bahn-Abzweig geradeaus und nach rechts             |  | Abzweig Richtung Meerbusch/Krefeld (siehe K-Bahn)        | Abzweig Richtung Meerbusch/Krefeld (siehe K-Bahn)        |
| U-Bahn-Haltepunkt / Haltestelle                      |  | Belsenplatz (Blp)                                        | Belsenplatz (Blp)                                        |
| U-Bahn-Haltepunkt / Haltestelle                      |  | Drususstraße (Drs)                                       | Drususstraße (Drs)                                       |
| U-Bahn-Haltepunkt / Haltestelle                      |  | Heeerdter Krankenhaus (Hkr)                              | Heeerdter Krankenhaus (Hkr)                              |
| U-Bahn-Haltepunkt / Haltestelle                      |  | Nikolaus-Knopp-Platz (Nkp)                               | Nikolaus-Knopp-Platz (Nkp)                               |
| U-Bahn-Haltepunkt / Haltestelle                      |  | Heesenstraße (Hns)                                       | Heesenstraße (Hns)                                       |
| U-Bahn-Haltepunkt / Haltestelle                      |  | Aldekerkstraße (Adk)                                     | Aldekerkstraße (Adk)                                     |
| U-Bahn-Abzweig geradeaus und ehemals von rechts      |  | geplante Stammstrecke 5 Richtung D-Messe/Flughafen (U81) | geplante Stammstrecke 5 Richtung D-Messe/Flughafen (U81) |
| U-Bahn-Abzweig geradeaus, nach rechts und von rechts |  | Abzweig zum Rheinbahn-Betriebshof Handweiser             | Abzweig zum Rheinbahn-Betriebshof Handweiser             |
| U-Bahn-Haltepunkt / Haltestelle                      |  | Handweiser (Hdw)                                         | Handweiser (Hdw)                                         |
| U-Bahn-Haltepunkt / Haltestelle                      |  | D-Vogesenstraße (Vog)                                    | D-Vogesenstraße (Vog)                                    |
| U-Bahn-Bahnhof mit S-Bahn-Halt                       |  | Am Kaiser (Amk) S 8 S 11 S 28                            | Am Kaiser (Amk) S 8 S 11 S 28                            |
| U-Bahn-Kreuzung mit Eisenbahn geradeaus unten        |  |                                                          |                                                          |
| U-Bahn-Haltepunkt / Haltestelle                      |  | Blücherstraße (Blu)                                      | Blücherstraße (Blu)                                      |
| U-Bahn-Abzweig geradeaus und ehemals nach links      |  | geplante Stammstrecke 5 Richtung Rheinparkcenter (U81)   | geplante Stammstrecke 5 Richtung Rheinparkcenter (U81)   |
| U-Bahn-Abzweig geradeaus und von links               |  | Abzweig Wendeschleife Theodor-Heuss-Platz der Linie 709  | Abzweig Wendeschleife Theodor-Heuss-Platz der Linie 709  |
| U-Bahn-Bahnhof mit S-Bahn-Halt                       |  | Neuss Hauptbahnhof (Neh) 709 S 8 S 11 S 28               | Neuss Hauptbahnhof (Neh) 709 S 8 S 11 S 28               |
| U-Bahn-Abzweig geradeaus und nach links              |  | Abzweig Richtung Neuss Stadthalle der Linie 709          | Abzweig Richtung Neuss Stadthalle der Linie 709          |
|                                                      |  | Kehranlage Neuss Hauptbahnhof – U75                      |                                                          |

|                                                    |  | Wendeschleife Theodor-Heuss-Platz – 709                            |                                                                    |
| U-Bahn-Haltepunkt / Haltestelle                    |  | Theodor-Heuss-Platz                                                | Theodor-Heuss-Platz                                                |
| U-Bahn-Abzweig geradeaus und von rechts            |  | weiter Richtung Düsseldorf-Oberkassel – U75                        | weiter Richtung Düsseldorf-Oberkassel – U75                        |
| U-Bahn-Bahnhof mit S-Bahn-Halt                     |  | Neuss Hauptbahnhof (Neh) U 75 S 8 S 11 S 28                        | Neuss Hauptbahnhof (Neh) U 75 S 8 S 11 S 28                        |
| U-Bahn-Abzweig geradeaus und nach rechts           |  | Abzweig Kehranlage Neuss Hauptbahnhof – U75                        | Abzweig Kehranlage Neuss Hauptbahnhof – U75                        |
| U-Bahn-Haltepunkt / Haltestelle                    |  | Niedertor (Ndt)                                                    | Niedertor (Ndt)                                                    |
| U-Bahn-Haltepunkt / Haltestelle                    |  | Glockhammer (Gha)                                                  | Glockhammer (Gha)                                                  |
| U-Bahn-Haltepunkt / Haltestelle                    |  | Neuss Markt (Nmkt)                                                 | Neuss Markt (Nmkt)                                                 |
| U-Bahn-Haltepunkt / Haltestelle                    |  | Landestheater (Ltt)                                                | Landestheater (Ltt)                                                |
| U-Bahn-Abzweig geradeaus, nach links und von links |  | Abzweig Wendeschleife Neuss, Stadthalle – (709)                    | Abzweig Wendeschleife Neuss, Stadthalle – (709)                    |
| U-Bahn-Haltepunkt / Haltestelle                    |  | Neuss Stadthalle/Museum (Nsh)                                      | Neuss Stadthalle/Museum (Nsh)                                      |
| U-Bahn-Abzweig geradeaus, nach links und von links |  | Abzweig Wendeschleife Neuss, Stadthalle – (709)                    | Abzweig Wendeschleife Neuss, Stadthalle – (709)                    |
| U-Bahn-Strecke                                     |  | weiter Richtung Düsseldorf über Josef-Kardinal-Frings-Brücke – 709 | weiter Richtung Düsseldorf über Josef-Kardinal-Frings-Brücke – 709 |

Die Stadtbahnstrecke Düsseldorf–Neuss verbindet Düsseldorf-Eller mit dem Düsseldorfer Westen sowie der Neusser Innenstadt und ist Teil der Stadtbahn Düsseldorf.

## Geschichte

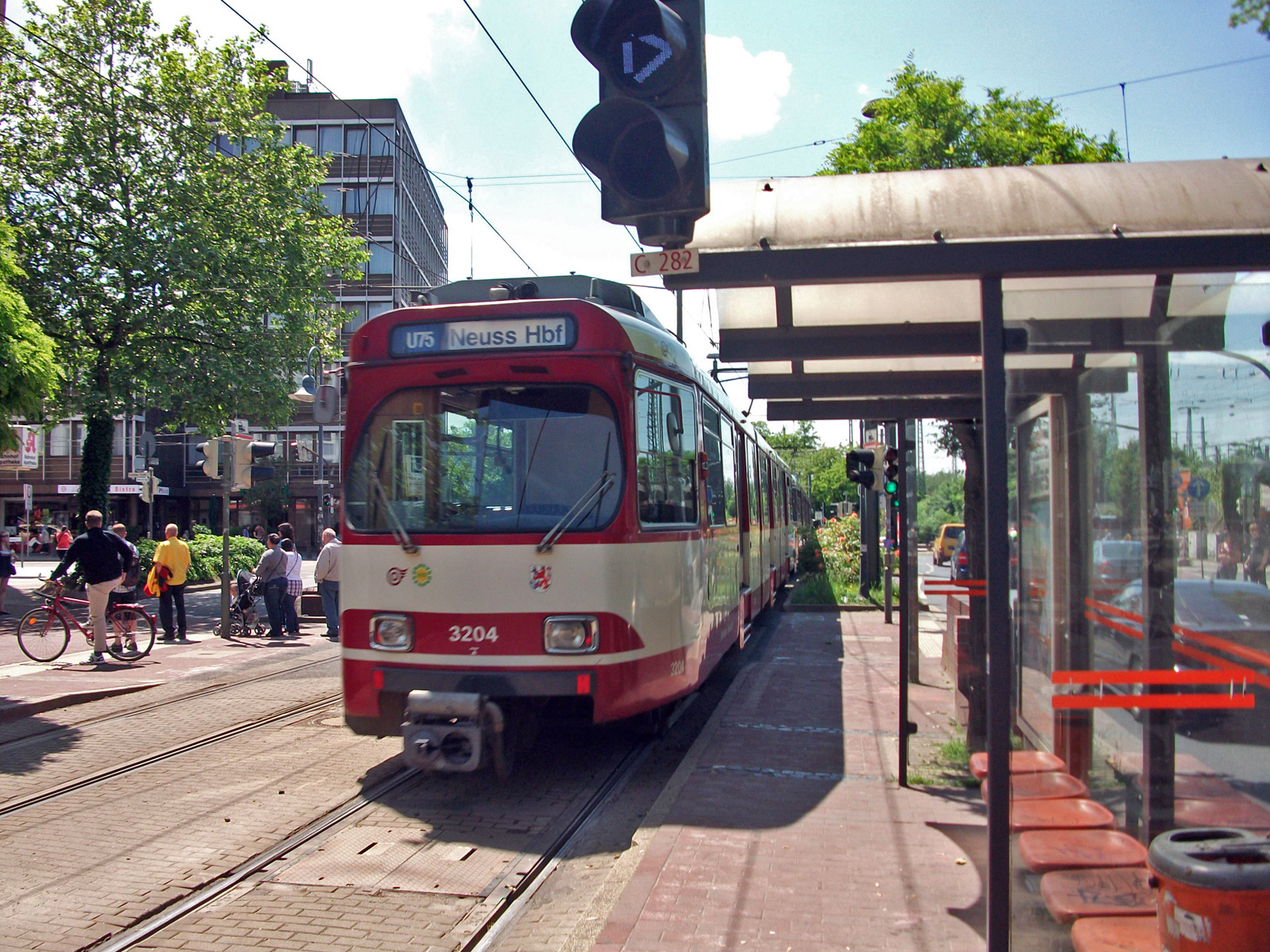
GT8SU auf der Linie U75 an der Endhaltestelle Neuss Hbf

Erbaut und eröffnet wurde die Strecke von Düsseldorf über Oberkassel nach Neuss bereits am 5. August 1901 durch die Rheinische Bahngesellschaft. Aufgrund der dadurch entstandenen geringen Nachfrage bei der Staatsbahn Neuss–Oberkassel, stellte diese bereits ein Jahr später am 1. Oktober 1902 ihren Betrieb ein. Die Trasse der Straßenbahn verlief anfangs noch auf dem Rhein-Deich an Heerdt vorbei. 1912 entschloss sich die Gesellschaft dazu, um Beschädigungen am Deich zu vermeiden, die Straßenbahn durch Heerdt zu führen.
Im Jahr 1929 wurde die Südbrücke eröffnet. Die bislang in Düsseldorf am Südfriedhof endende Straßenbahnlinie wurde dadurch zusätzlich nach Neuss verlängert. Am 12. Oktober 1929 nahm die damalige Linie 16 den Ringverkehr vom Düsseldorfer Hauptbahnhof über Oberkassel, Heerdt, Neuss, Unterbilk und Graf-Adolf-Platz zurück zum Düsseldorfer Hauptbahnhof auf.
1945 musste der durchgehende Betrieb der Linie 16 durch den Zweiten Weltkrieg und die damit verbundene Zerstörung der Oberkasseler Rheinbrücke eingestellt werden. Erst im Jahre 1948 konnte durch den Bau einer neuen provisorischen Rheinbrücke der Betrieb wieder aufgenommen werden. Diese Brücke blieb bis zum Neubau der Schrägseilbrücke 1976 bestehen.
Später wurde die Ringlinie auf die Linien 16 und 26 aufgesplittet. Die Linie 16 verkehrte von Düsseldorf über Oberkassel nach Neuss und endete an der Neusser Stadthalle. Die Linie 26 übernahm den südlichen Teil und führte vom Düsseldorfer Hbf über Unterbilk, Südbrücke, Stadthalle Neuss zum heutigen Theodor-Heuss-Platz am Neusser Hauptbahnhof. Am 27. Mai 1972 wurden die Linien 16 und 26 zur Linie 5 zusammengefasst.
In den 1980ern unterbrach man den Ringverkehr für immer. Die Linie 5 verblieb auf dem nördlichen durch Oberkassel geführten Teil des Ringes. Den südlichen Teil über die Südbrücke übernahm eine neue Linie. Mit der Eröffnung des Innenstadttunnels 1988 verschwand die Linie 5, welche bereits durch die Gründung des VRR 1980 in 705 umbenannt wurde, unter die Erde.
Sie verkehrte nun von der Neusser Stadthalle über Neuss Hbf, Heerdt, Oberkassel, durch den Innenstadttunnel, weiter über die Rampe Stahlwerkstr. bis zum S-Haltepunkt Düsseldorf-Oberbilk/PhilipsHalle und zurück. Mit der Eröffnung der Tunnelverlängerung vom Hauptbahnhof bis zur Ronsdorfer Straße am 26. September 1993 wurde die Linie zur neuen Stadtbahnlinie U75 und bekam eine neue Endstelle in Eller.
Die letzte Änderung an dieser Linie erfolgte im September 1999. Die U75 fährt nicht mehr durch die Neusser Innenstadt und endet seitdem am Neusser Hauptbahnhof. Dazu wurde auch ein neues Kehrgleis südlich der Haltestelle bzw. Krefelder Straße errichtet. Die Strecke durch die Innenstadt bis zur Stadthalle Neuss wird seitdem nur noch von der Straßenbahnlinie 709 bedient, die Neuss auch weiterhin über die Josef-Kardinal-Frings-Brücke (ehem. Südbrücke) mit Düsseldorf verbindet.